# Anders Gamborg

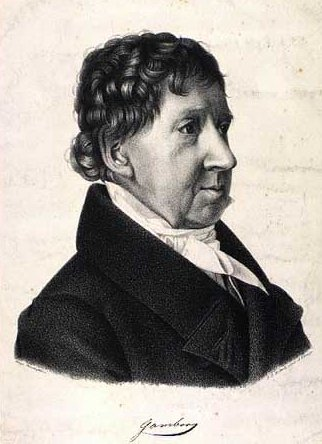
Anders Gamborg

Anders Gamborg, född 24 december 1753, död 11 september 1833, var en dansk filosof. 
Gamborg avlade 1777 teologiexamen och påverkades under en utrikesresa starkt av den engelska deismen, var 1788-1803 professor i praktisk filosofi vid Köpenhamns universitet. Han vistades därefter i Roskilde, där han undervisade i matematik i latinskolan, men återvände 1828 till Köpenhamn. Gamborg hör till 1700-talets rationalistisk-eudemonistiska riktning. Stort uppseende väckte han genom en, först på tyska och därefter på danska, utgiven skrift, Nysa eller filosofisk-historisk Undersøgelse af Genesis I-III (1790), vari han sökte visa, att berättelsen om syndafallet var en oriktig tolkning av en postulerad egyptisk hieroglyfinskrift. Andra etiska avhandlingar Om Forskjel mellem Dyd og gode Handlinger (1783), Om hvad der er Pligt (1794) och Om Selvmord (1796), vari han sökte ådagalägga, att självmord är endast en sjukdomsyttring. I Jesu Moral (1799) uppträdde han som ivrig kantian; men i Om Fuglenes Sang (i "Skandinavisk Museum", 1800) utgick han från den sensualistiska grundtanken, att det inte finns några medfödda idéer, och påstod, att inte heller fåglarna föddes med bestämda "noter" i sig, utan endast efterhärmade sina föräldrars sång, varav följde, att man skulle kunna förbättra fåglarnas sång. Gamborg fick ingen varaktig betydelse för Danmarks andliga odling, men var karakteristisk för den rationalistiska tidsriktningen.